# Чанчжэн-1D
Чанчжэн 1D, или CZ-1D, или LM-1D (кит. трад. 長征一號D, упр. 长征一号D, пиньинь Chángzhēng yī hào D, палл. Чанчжэн и хао D , буквально Чанчжэн 1D) — китайская трёхступенчатая ракета-носитель лёгкого класса, семейства «Чанчжэн».

## История пусков
Было произведено 3 запуска : в 1995 году, 1 ноября 1997 года, и в 2002 году. Успехом были запуски в 1995 и 1997 годах.